# Jury central
Le jury central est une filière alternative d’épreuves qui permettent d’obtenir un diplôme en dehors des voies traditionnelles en Belgique. À l'origine et de 1835 à 1949, ce jury fut une institution politique composée de sept membres nommés annuellement par la chambre des représentans, le sénat et le gouvernement, pour apprécier les connaissances acquises par les étudiants de tout le pays. L'institution devint par la suite un organisme géré par les communautés pour organiser des sessions d’examens pour l’enseignement fondamental, l’enseignement secondaire  (général, technique, artistique et professionnel) et pour certaines filières de l’enseignement supérieur non-universitaire. Ce jury est ainsi un recours pour les élèves qui veulent obtenir un diplôme tout en se soustrayant du système scolaire traditionnel.